# 喬斯馬拉爾縣

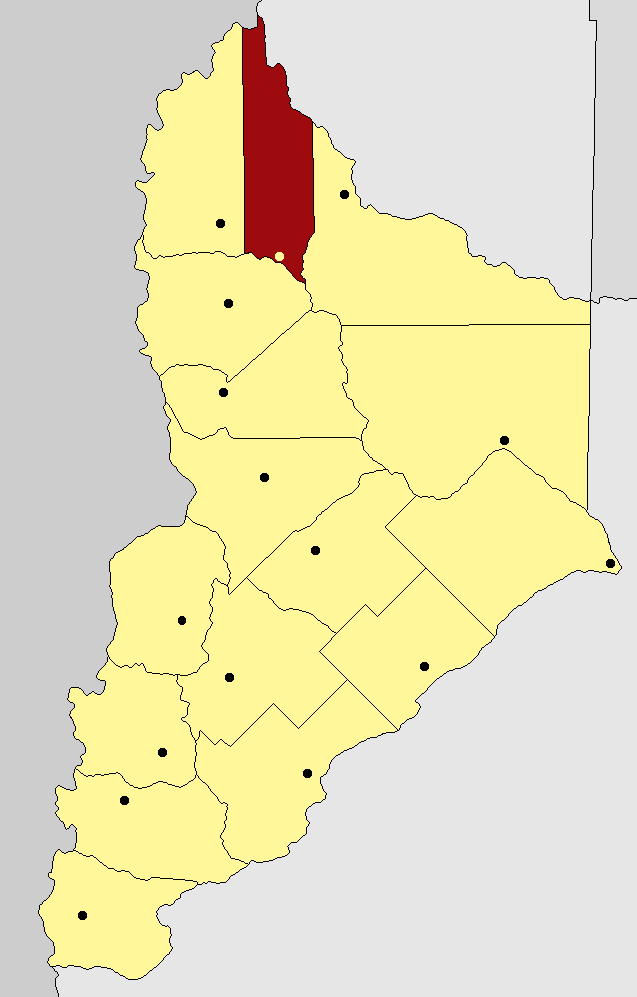

喬斯馬拉爾縣（西班牙語：Departamento Chos Malal），是阿根廷的縣份，位於該國西部內烏肯省，首府設於喬斯馬拉爾，北面是智利，面積4,330平方公里，2010年人口15,256，人口密度每平方公里3.52人。
37°22′42″S 70°16′20″W / 37.37833°S 70.27222°W